# Pilă de combustie cu metanol
Pila de combustie cu metanol este o pilă de combustie care funcționează prin oxidarea anodică a metanolului.
Tipuri:
- pilă de combustie cu alimentare directă cu metanol,
- pilă de combustie cu alimentare indirectă cu metanol.